# Antoniotto Usodimare (destroyer)
Le Antoniotto Usodimare (fanion « US ») était un destroyer italien de la classe Navigatori lancé en 1929 pour la Marine royale italienne (en italien : Regia Marina). 

## Conception et description
Commandés en 1926, ces navires ont été construits pour la Regia Marina en réponse aux grands contre-torpilleurs des classes Jaguar et Guépard construits pour la Marine française. Ces navires étaient nettement plus grands que les autres destroyers italiens contemporains et étaient initialement classés comme croiseur éclaireur, la reconnaissance aérienne prenant alors de l'ampleur. Ils ont été reclassés dans la catégorie des destroyers en 1938.
Les navires de la classe Navigatori avaient une longueur totale de 107,3 mètres, une largeur de 10,2 mètres et un tirant d'eau moyen de 3,5 mètres. Ils déplaçaient 1 900 tonnes à charge normale et 2 580 tonnes à charge profonde. Leur effectif en temps de guerre était de 222-225 officiers et hommes de troupe.
Les Navigatori étaient propulsés par deux turbines à vapeur Belluzzo, chacune entraînant un arbre d'hélice et utilisant la vapeur fournie par quatre chaudières Yarrow. Les turbines étaient conçues pour produire 55 000 chevaux-vapeur (41 000 kW) et une vitesse de 32 nœuds (59 km/h) en service, bien que les navires aient atteint des vitesses de 38-41 nœuds (70-76 km/h) pendant leurs essais en mer alors qu'ils étaient légèrement chargés.Ils transportaient suffisamment de mazout qui devait leur donner une autonomie de 3 800 milles nautiques (7 000 km) à une vitesse de 18 nœuds (33 km/h).
Leur batterie principale était composée de six canons de 120 millimètres dans trois tourelles jumelées, une à l'avant et à l'arrière de la superstructure et la troisième au milieu du navire. La défense antiaérienne (AA) des navires de la classe Navigatori était assurée par une paire de canons AA de 40 millimètres dans des supports simples situés à l'avant de la cheminée et une paire de supports jumelés pour des mitrailleuses de 13,2 millimètres. Ils étaient équipés de six tubes lance-torpilles de 533 millimètres dans deux supports triples au milieu du navire. Le Navigatori pouvait transporter de 86 à 104 mines.
Les navires étaient rapides, mais manquaient de stabilité et ont été reconstruits avec des étraves en forme de clipper, une largeur accrue et une superstructure réduite à la fin des années 1930.
Pendant la guerre, les tubes lance-torpilles ont été remplacées par des tubes triples de 533 mm et des canons anti-aériens supplémentaires ont été ajoutés.

## Construction et mise en service
Le Antoniotto Usodimare est construit par le chantier naval Cantiere navale di Sestri Ponente à Sestri Ponente en Italie, et mis sur cale le 1er juin 1927. Il est lancé le 12 mai 1929 et est achevé et mis en service le 21 novembre 1929. Il est commissionné le même jour dans la Regia Marina.

## Histoire du service

### Nom et devise
Le Usodimare est nommé d'après le navigateur génois Antoniotto Usodimare, né en 1416, qui a exploré les côtes occidentales de l'Afrique pour le compte d'Henri le Navigateur Infant du Portugal. Il a disparu dans des circonstances inconnues vers 1461.
La devise du navire, Navigare necesse ("Naviguer est indispensable"), est tirée de la célèbre phrase prononcée par Pompée à ses marins : Navigare necesse est, vivere non est necesse ("Naviguer est indispensable, vivre ne l'est pas").

### Années 30
Le Usodimare est la sixième unité de la classe à entrer en service en novembre 1929 comme croiseur éclaireur, subissant peu après le premier cycle important de modifications pour améliorer la stabilité (allègement et abaissement des superstructures), ainsi que le remplacement du gouvernail (1932) et des tubes lance-torpilles.
En décembre 1930, il est utilisé pour soutenir la croisière aérienne transatlantique Italie-Brésil d'Italo Balbo.
Le 10 août 1934, il est éperonné par le vapeur Pallade au large de Procida: deux hommes de l'équipage du croiseur éclaireur sont tués dans l'incident.
Il participe également à la guerre civile espagnole (1936-1938).
En 1938, il est rétrogradé en destroyer et affecté au XVIe escadron de destroyers basé à Tarente.
Contrairement à presque toutes ses navires-jumeaux (sister ships) (à l'exception du da Recco), il ne subit pas la dernière série de modifications, si bien qu'il a conservé sa conformation originale jusqu'à la fin de sa carrière opérationnelle.

### Seconde guerre mondiale
Au début de la Seconde Guerre mondiale, il fait partie du XVIe escadron de destroyers avec ses navires-jumeaux da Recco, Tarigo et Pessagno.
Le 12 juin 1940, à deux heures du matin, il quitte Tarente avec le Pessagno, le da Recco, la Ire division (croiseurs lourds Zara, Fiume et Gorizia), la VIIIe division (croiseurs légers Duca degli Abruzzi et Garibaldi) et le IXe escadron de destroyers (Alfieri, Oriani, Gioberti, Carducci) pour patrouiller dans la mer Ionienne.
A 14h10 le 7 juillet 1940, il appareille de Tarente avec le da Recco et le Pessagno et les croiseurs de la IVe division (da Barbiano, Alberto di Giussano, Cadorna et Diaz) et VIIIe division  (Duca degli Abruzzi et Garibaldi) en appui à un convoi pour la Libye (transports de troupes Esperia et Calitea, navires à moteur Marco Foscarini, Francesco Barbaro et Vettor Pisani, escortés par les torpilleurs Orsa, Procione, Orione, Pegaso, Abba et Pilo).
Cette formation a ensuite rejoint les Ire et IIe escadre navale, participant à la bataille de Punta Stilo le 9 juillet, dans laquelle le Usodimare n'a cependant pas joué un rôle majeur.
Le 1er août, il quitte Augusta avec ses navires-jumeaux Vivaldi, da Noli, Pessagno et da Recco pour une mission de chasse anti-sous-marine, qui se termine par le naufrage du sous-marin britannique HMS Oswald (N58) par le Vivaldi.
Le 1er février 1941, il est endommagé après une collision avec le grand navire à moteur mixte Viminale.
Le 3 juin 1941, il pose deux champs de mines au nord-est de Tripoli, avec les destroyers Pigafetta, da Verrazzano, da Recco, Gioberti, Scirocco et da Mosto,  la IVe division (croiseurs légers Bande Nere et Alberto di Giussano) et VIIe division (croiseurs légers Eugenio di Savoia, Duca d'Aosta et Attendolo).
Entre le 31 août et le 2 septembre, il escorte (avec les destroyers Aviere, Da Noli, Camicia Nera, Pessagno et Gioberti) un convoi composé des transports de troupes Victoria, Neptunia et Oceania revenant de Tripoli à Tarente. Les navires arrivent sains et saufs à destination, malgré une attaque du sous-marin britannique HMS Upholder (P37).
En début de soirée du 16 septembre, il part de Tarente pour l'escorter le convoi " Vulcania " vers Tripoli. Le convoi est formé par les transports de troupes Neptunia et Oceania, escortés, outre par le Usodimare, par les destroyers Nicoloso Da Recco, Antonio Da Noli, Vincenzo Gioberti et Emanuele Pessagno, Cependant, le convoi se heurte à un barrage formé au large des côtes libyennes par les sous-marins britanniques HMS Upholder (P37), HMS Unbeaten (N93), HMS Upright (N89) et HMS Ursula (N59). A 4h15 le 18 septembre, les torpilles lancées par le HMS Upholder touchent le Neptunia et le Oceania, qui s'immobilisent et commencent à prendre l'eau,. Après avoir récupéré 485 survivants, le Usodimare est détaché pour escorter le Vulcania, indemne, tandis que les autres destroyers s'arrêtent pour poursuivre le sous-marin et secourir les navires en détresse (ils couleront tous deux par la suite),. A 6h20, les deux unités sont attaquées par le sous-marin britannique HMS Ursula, qui à 7h20 lance quatre torpilles à une distance de 3 000 mètres. Le sous-marin et ses torpilles sont cependant repérés par des avions et des navires partis de Tripoli pour soutenir le convoi, si bien que le Vulcania, averti, peut éviter les torpilles de poupe avec la manœuvre, arrivant alors indemne à Tripoli,.
Le 2 octobre, il appareille de Naples pour escorter - avec les destroyers Euro, Antonio Da Noli et Vincenzo Gioberti, auxquels se sont ajoutés plus tard les torpilleurs Partenope et Calliope - un convoi formé par les transports Vettor Pisani, Fabio Filzi, Rialto et Sebastiano Venier, quand - le 5 octobre - le Rialto, touché par les bombardiers-torpilleurs britanniques d 830e escadron, coule à la position géographique de 33° 30′ N, 15° 53′ E.
Du 16 au 19 octobre, il fait partie de l'escorte (destroyers Folgore, Fulmine, Gioberti, Da Recco, Sebenico) d'un convoi naviguant de Naples à Tripoli (transports Beppe, Marin Sanudo, Probitas, Paolina et Caterina), qui sont ensuite rejoints par le chalutier à moteur Amba Aradam et le torpilleur Cascino. Le Beppe est torpillé le 18 par le sous-marin HMS Ursula (N59), il doit être pris en remorque par le remorqueur Max Barendt et assisté par le da Recco et le torpilleur Calliope (il atteint Tripoli le 21), tandis que la Caterina coule à 62  milles nautiques (115 km) par 350° de Tripoli à cause des dommages causés par une attaque aérienne; le reste du convoi atteint Tripoli le 19,.
À 10h30 le 12 décembre, il appareille de Messine pour escorter jusqu'à Tarente - d'où les navires auraient continué jusqu'à Tripoli - avec le da Recco, dans le cadre de l'opération "M 41", le convoi "A", formé par les navires à moteur modernes Fabio Filzi et Carlo Del Greco. A 2h30 le 13, alors que les navires passent à 15 milles au sud de Capo San Vito, à environ 10 milles nautiques (19 km) de Tarente, ils sont attaqués par le sous-marin HMS Upright (N89) qui torpille les navires marchands. Le Filzi chavire et coule en sept minutes, le Del Greco, en essayant de le remorquer, coule à cause des dégâts; 214 des 649 hommes embarqués sur les deux navires périrent,.
Le 16 décembre, affecté au Xe escadron de destroyers, le Usodimare participe, avec les cuirassés Andrea Doria, Giulio Cesare et Littorio, les croiseurs lourds Trento et Gorizia et les destroyers Granatiere, Bersagliere, Fuciliere, Alpino, Corazziere, Carabiniere, Gioberti, Oriani et Maestrale, à l'escorte indirecte dans l'opération de convoi pour la Libye "M 42" (deux convois formés au total par les navires marchands Monginevro, Napoli, Ankara et Vettor Pisani avec l'escorte des destroyers Saetta, Da Recco, Vivaldi, Da Noli, Malocello, Pessagno et Zeno, tous deux partis de Tarente et dirigés vers Benghazi - le Ankara et le Saetta - et Tripoli - les autres unités). Les navires arrivent à destination sans dommages le 18, tandis que le groupe de soutien prend part à une bataille non concluante avec une formation britannique qui prendra le nom de première bataille de Syrte (17 décembre 1941),.
En 1942, les mitrailleuses de 13,2 mm sont remplacées par 7 canons de 20 mm.
Le 3 janvier 1942, à 10h15, il appareille de Messine avec les destroyers Bersagliere, Fuciliere, Vivaldi et da Recco pour escorter vers Tripoli, dans le cadre de l'opération "M 43" (trois convois vers la Libye avec un total de 6 navires marchands, 6 destroyers et 5 torpilleurs en mer), un convoi composé des navires à moteur modernes Nino Bixio, Lerici et Monginevro. Tous les navires marchands arrivent à destination le 5 janvier.
Le 18 janvier, avec le Da Recco, il escorte le gros pétrolier Giulio Giordani lorsque le convoi est attaqué par des bombardiers-torpilleurs Fairey Swordfish du 830° Squadron (830e escadron) de la Royal Air Force, s'en sortant toutefois sans dommages.
Le 21 février, au cours de l'opération "K. 7", il fait partie - avec les destroyers Maestrale, Pigafetta, Pessagno, Scirocco et le torpilleur Circe - de l'escorte d'un convoi (formé par le grand pétrolier Giulio Giordani et les cargos Lerici et Monviso) qui a quitté Corfou à 13h30 et est arrivé à Tripoli,. Le 23 février, à 10h14, le Circe repère le sous-marin britannique HMS P38 (1941), qui tente d'attaquer le convoi.Lle torpilleur bombarde le sous-marin avec des grenades sous-marines, l'endommageant sérieusement, puis le Usodimare et le Pessagno interviennent, lançant à leur tour des grenades sous-marines et mitraillant également, en coopération avec les avions, l'unité ennemie qui vient de faire surface: le HMS P38 coule avec tout l'équipage, à la position géographique de 32° 48′ N, 14° 58′ E,.
Le Usodimare est le seul destroyer italien à avoir été perdu dans un cas tragique de tir ami. En effet, le 8 juin 1942, à 2 heures du matin, l'unité quitte Naples pour escorter le navire à moteur moderne Vettor Pisani jusqu'à Tripoli; les deux unités rejoignent ensuite, une fois dans le canal de Sicile, un autre convoi à destination de la Libye,. Dans la même zone se trouve également un sous-marin italien, le Alagi, tout juste arrivé dans son secteur d'embuscade (à une vingtaine de milles nautiques (36 km) au nord du Cap Blanc) et non informé de la présence du convoi. Pensant donc aux navires britanniques, le sous-marin les attaque en lançant trois torpilles contre le destroyer le plus proche, qui n'est autre que le Usodimare,,. Touché par une torpille à 21h20, le destroyer se brise en deux et coule en cinq minutes, à 72 milles nautiques (133 km) au nord du Cap Bon,. Parmi les 306 hommes à bord (y compris un petit groupe de marins de passage), on compte 141 morts et 165 survivants.
Au cours du conflit, le Usodimare avait effectué 113 missions de guerre, couvrant un total de 41 972 milles nautiques (77 732 km).

### Commandement
Commandants
- Capitaine de frégate (Capitano di fregata) Sante Bondi (né le 4 septembre 1899) (10 juin 1940 - octobre 1940)
- Capitaine de frégate (Capitano di fregata) Alfonso Galleani (né à Rome le 2 janvier 1899) (octobre 1940 - 27 octobre 1941)
- Capitaine de frégate (Capitano di fregata) Luigi Merini (né à Livourne le 15 mars 1898) (28 octobre 1941 - 8 juin 1942)